# Жан-Жозеф Санфурш
Жан-Жозеф Санфурш, відомий просто як Санфурш (фр. Jean-Joseph Sanfourche; 25 червня 1929, Бордо — 13 березня 2010, Сен-Леонар-де-Нобла) — французький художник, поет, дизайнер і скульптор. Представник Ар брюту.